# Leptogaster bengryi
Leptogaster bengryi är en tvåvingeart som beskrevs av Ellen R. Farr 1963. Leptogaster bengryi ingår i släktet Leptogaster och familjen rovflugor.
Artens utbredningsområde är Jamaica. Inga underarter finns listade i Catalogue of Life.